# Ophryotrocha kagoshimaensis
Ophryotrocha kagoshimaensis är en ringmaskart som beskrevs av Michiya Miura 1997. Ophryotrocha kagoshimaensis ingår i släktet Ophryotrocha och familjen Dorvilleidae. Inga underarter finns listade i Catalogue of Life.